# Governo Militar de Taiwan da República da China

Bandeira do Governo Militar

O Governo Militar da Província de Taiwan da República da China ou apenas Governo Militar de Taiwan foi uma organização extraparlamentar estabelecida em 28 de fevereiro de 2018 pelo Tenente-General aposentado Gao Anguo, Vice-Comandante do 6º Exército do Exército da República da China, no Memorial Chiang Kai-shek em Taipei, República da China. Seu objetivo era eliminar o Governo civil de Taiwan, reunificar a China sob o Consenso de 1992 e ao diálogo pacífico com o Partido Comunista da China, e é considerado uma organização anti-independência de Taiwan e contra o Partido Democrático Progressista.
Em janeiro de 2025, Gao e cinco cúmplices foram indiciados por violar a Lei de Segurança Nacional de Taiwan, sob suspeita de espionagem e de receber aproximadamente NT$9.620.000 do governo chinês para formar uma organização que estabeleceria grupos armados de apoio e operaria bases em caso de invasão chinesa em solo taiwanês. No entanto, há nenhuma confirmação e o processo continua. Em resposta, o Gabinete de Assuntos de Taiwan do Conselho de Estado da China criticou a chamada "Lei de Segurança Nacional" de Taiwan, classificando-a como uma lei maligna usada para reprimir adversários políticos e dissidentes.

## Contexto histórico
Em 2008, Lin Zhisheng estabeleceu Governo Civil de Taiwan. Não só estava ilegalmente registado, como também permitia ao público solicitar "Cartões de Identificação do Governo Civil de Taiwan" e " Placas de Licença do Governo Civil de Taiwan". Recrutou tropas, conduziu exames para "magistrados de condado" e um judiciário, além de organizar um "Grupo de Celebração do Aniversário do Imperador Japonês" anual para visitar o Santuário Yasukuni no Japão. A organização declarou que, de acordo com o Tratado de Shimonoseki e o Tratado de Paz de São Francisco, o Imperador Japonês ainda tinha a propriedade de Taiwan e que os Estados Unidos detinham o direito de ocupar Taiwan. Foi definida como uma organização separatista especial.
Embora alguns departamentos de polícia de condados e cidades em Taiwan tenham listado o Governo Civil de Taiwan como um grupo fraudulento, a organização foi caçada e proibida, mas não foi banida por mais de dez anos.
Gao Anguo, o convocador do Governo Militar da República da China (Taiwan), em vista dos problemas cada vez mais sérios do Governo Civil de Taiwan, muitas pessoas foram vítimas de lavagem cerebral e enganadas pelo Governo Civil de Taiwan, enquanto o governo Tsai Ing-wen não fez nada e permitiu que o Governo Civil de Taiwan se expandisse e se desenvolvesse, então, se estabeleceu o Governo Militar da República da China (Taiwan) em 28 de fevereiro de 2018 para competir com o Governo Civil de Taiwan.

## Propósito
Os objetivos do Governo Militar de Taiwan da República da China incluem: eliminar o Governo Civil de Taiwan, defender a Constituição da República da China, opor-se à governança ilegal e desordenada (referencia ao Partido Democratico Progressista), defender a democracia e o Estado de direito, restaurar a ordem social, apoiar o Consenso de 1992 e restaurar um diálogo pacífico através do Estreito de Taiwan .
O Discurdo do governo militar da República da China em Taiwan é: "eu amo a República da China e também amo Taiwan, sou chinês e sou taiwanês, apoio o Consenso de 1992 e me oponho à independência de Taiwan, e sou a favor da unificação dos dois lados do Estreito de Taiwan e do bem-estar do povo."
O objetivo de curto prazo é eliminar o Governo Civil de Taiwan, o objetivo de médio prazo é revidar as forças de independência de Taiwan e o objetivo de longo prazo é o diálogo pacífico através do Estreito de Taiwan.

## Composição da equipe
Foi relatado que o Governo Militar da República da China e de Taiwan realizou uma "Reunião de Mobilização para Eliminar o Governo Civil de Taiwan" no local de sua criação, com a participação de mais de 100 pessoas, principalmente veteranos. O general Ji Linlian, antigo comandante do Comando Logístico Conjunto do Exército da República da China, também compareceu ao local para mostrar o seu apoio e entregou um envelope vermelho como símbolo da sua bênção.
Cada um dos quatro principais distritos militares na ilha principal de Taiwan tem atualmente cerca de 400 funcionários, e o número continua a aumentar. Muitos membros são militares aposentados, servidores públicos, professores, policiais e bombeiros que estão insatisfeitos com o governo de Taiwan, a independência de Taiwan e o Partido Democrático Progressista.

## Divisão organizacional
O governo militar de Taiwan dividiu a ilha principal de Taiwan em quatro unidades principais: a Região de Controle Militar de Taipei, a Região de Controle Militar de Taichung, a Região de Controle Militar de Tainan e a Região de Controle Militar de Taitung, bem como três regiões de controle de ilhas periféricas: Penghu, Kinmen e Matsu. Um total de sete unidades foram estabelecidas nas proximidades por generais aposentados em cada região de controle militar, e uma organização do exército jovem (Patriotas Sangue de Ferro) foi estabelecida sem nenhuma divisão ou permissão do governo central.